# Oleg Pawlowitsch Grischkin
Oleg Pawlowitsch Grischkin (russisch Олег Павлович Гришкин; * 10. Februar 1975 in Moskau) ist ein ehemaliger russischer Radrennfahrer.
1997 gewann Oleg Grischkin das Rennen Five Rings of Moscow. Zwei Jahre später wurde er russischer Meister im Zweier-Mannschaftsfahren, wie auch 2001. Ab 1999 fuhr er für das italienische Radsportteam Ballan-Alessio, nachdem er dort im Vorjahr als Stagiaire gefahren war. Ab 2001 fuhr er für die US-amerikanische Mannschaft Navigators Insurance. In seiner zweiten Saison dort gewann er den Grand Prix Tallinn und wurde russischer Meister im Straßenrennen. 2003 konnte er den Grand Prix de Rennes sowie eine Etappe des Grand Prix Cycliste de Beauce für sich entscheiden. Außerdem gewann er vier Etappen der Tour of South China Sea sowie deren Gesamtwertung. In der Saison 2007 war er erneut auf einem Teilstück der Tour de Beauce erfolgreich.
2004 startete Grischkin bei den Olympischen Spielen in Athen gemeinsam mit Alexei Schmidt im Zweier-Mannschaftsfahren; das Gespann belegte den 17. und letzten Platz.

## Erfolge
1997
- Five Rings of Moscow

1999
- Russischer Meister im Zweier-Mannschaftsfahren

2001
- Russischer Meister im Zweier-Mannschaftsfahren

2002
- Grand Prix Tallinn
- Russischer Straßenmeister

2003
- Grand Prix de Rennes
- eine Etappe Grand Prix Cycliste de Beauce
- Tour of South China Sea und vier Etappen

2007
- eine Etappe Tour de Beauce

## Teams
- 1998 Ballan (Stagiaire)
- 1999 Ballan-Alessio

...
- 2001–2003 Navigators Cycling Team

...
- 2005–2007 Navigators Insurance